# Ehotilé
Les Ehotilé ou Bétibé ou encore Mekyibo sont un peuple de l'Afrique de l'Ouest vivant au sud-est de la Côte d'Ivoire, dans le département d'Adiaké.
à travers les Sous-Préfectures d'Adiaké (Adiaké, Assomlan, Eplemlan, Etuessika, N'Galiwa, Mélékoukro, Adiaké-Kakoukro...) et d'Etuéboué (Abiaty, Akounougbé, Etuéboué, M'Braty, le littoral (Kakou-Lagune, Mama, Agboudjou, Ebouando, Egbéï...)...). On les rencontre également dans la Sous-Préfecture de Grand-Bassam dans la localité de Vitré (Vitré 1 et vitré 2). Ailleurs, on les retrouve chez d'autres peuples akan lagunaires qui sont passés par leur territoire en provenance de l'Est pour la migration vers l'Ouest. Sur les fondements de l'histoire, les Aïzi-kwa (ceux qui parlent le dialecte appôrô) ont intégré le royaume bétibé en faisant allégeance au roi, l'Abakuaba N'GBANDJI AGNON. Plusieurs familles chez les peuples Abouré, Akyé, Adioukrou, Alladian, Avikam sont de souche Eotilé.

## Ethnonymie
Le concept ''Eotilé'' a été attribué au peuple du même nom par les Agua, peuple voisin qui vivait dans la localité d'Aliékro (Aboisso). Ce concept est issu de la déformation du substantif ''aoci'' (aotchi) qui évoque ''la tête''. L'appellation de tête à travers ''aoci'' qui a donné ''éotilé'' leur a été attribuée par leur voisin immédiat pour rappeler leur antériorité dans l'occupation des terres qui sont bordées par les grandes lagunes ivoiriennes.
Les autres peuples de la Côte d'Ivoire et l'administration ivoirienne les reconnaissent également sous le nom ''Ehotilé'' (administration) ou Eotilé (science).
Les Ehotilé se dénomment eux-mêmes par le vocable de ''bétibé''. Le concept ''bétibé'' est un concept pluriel qui désigne tous les membres de la communauté. Ainsi on dira, ''les Bétibé'' ou le ''peuple bétibé" pour faire allusion à la communauté mais on fera usage du concept ''bétini'' pour désigner un seul individu ou un membre de la communauté. On aura ceci: ''un ou une Bétini'' mais ''des Bétibé''. Depuis l'intronisation de leur roi en 2015, les Bétibé demandent que l'on fasse usage du concept ''bétibé'' en remplacement de ''éhotilé'' qu'ils jugent désuet et inadapté. La langue parlée par les Bétibé est le ''bétiné'' qui signifie la langue (nné) des Béti(bé).

## Historique du peuplement

### Les Bétibé dans l’aire culturelle akan
Les Bétibé font frontière avec des peuples qui appartiennent tous à l’aire culturelle akan: Dans la région d’Adiaké, les Bétibé ont pour voisins, au Nord, les Agni sanwi du Département d’Aboisso, à l’Est, les N’zima adouvlais de la Sous-Préfecture de Tiapoum, au Sud, les Essouma d’Assinie-mafia et à l’Ouest, les Abouré de la Sous-Préfecture de Bonoua. Dans la région de Grand-Bassam, les Bétibé de Vitré partagent une frontière commune au Nord et à l’Ouest avec les Ebrié, au Nord-Est avec les M’batto, à l’Est avec les Abouré et au Sud avec les N’zima de Grand-Bassam.

### Origine et tradition

#### Origine selon les sources orales
Les traditionnistes soutiennent que les Bétibé sont sortis d’Abondji et M’binhon, deux provinces localisées dans le fin fond de la lagune ɛbɔnɔn (le complexe lagunaire Aby-Ehi-Tendo).
Dans ces deux cités sub-aquatiques, les Bétibé ont développé une brillante activité commerciale basée sur le troc. N’Gbandji N’Gniman de la famille bɔïnɛ, serait le premier ancêtre à sortir des profondeurs de la lagune pour s’établir sur la terre ferme. Les Bɔïnɛ auraient été suivis dans l’ordre par les familles Bouayo, Bosseman, Bouatchiman et Bouakru.
Ces cinq familles ont constitué depuis les origines, le socle de la société bétibé. Chaque famille avait à sa tête, un dirigeant appelé ‘‘chef de siège’’.
Après leur migration sur la terre ferme, les Bétibé se sont établis dans des localités proches les unes des autres. Ces localités étaient essentiellement des îles dont les principales étaient Balouaté, Mɔnɔbaha, Asɔkɔ, Draman, Ehikomian, Assohoun, ɛsô, etc. Ils vécurent sur la plupart de ces îles en bâtissant des sortes d’habitation sur pilotis appelées communément assanga. Les Bétibé vivaient principalement de la pêche qui était considérée comme la principale activité du peuple. Les produits de la pêche étaient destinés à la consommation directe ou servaient de matière d’échange avec les peuples voisins (Agoua, Abouré, etc.) dans le cadre des spéculations commerciales qui se déroulaient sur le marché de Ngandan-Ngandan.
Cette organisation socio-économique rigoureuse de la société bétibé a prospéré jusqu’en 1754, date à laquelle le royaume de Mɔnɔbaha fût attaqué par les Aha (Agni brafè) vénus de la région de l’Ebrosa qu’ils ont conquis auparavant. La volonté de trouver de nouvelles terres pour faciliter les replis tactiques face à la menace ashanti, les motiva à conquérir la partie ouest (région actuelle du Sud-comoé) de leur territoire. Fortifiés par les différents succès militaires dans la région, les Agni brafè prirent l’initiative d’attaquer les îles Bétibé sous la conduite de leur chef Aka Essoin.
Contournant la lagune ɛbɔnɔn, ils arrivèrent à l’emplacement actuel du village de N’Galiwa.
A l’aide de radeaux fabriqués sur place, les guerriers brafè dirigèrent une attaque nocturne et violente contre les îles des Bétibé situées au large. Cette guerre est intervenue dans un contexte de crise au sommet de la royauté bétibé.
En effet, le roi Wɔpou Nigbéni ou l’Abakuaba et son demi-frère Wɔpou Siguin, le Chef militaire ou l’Efraon étaient en désaccord pour des questions de leadership. Lorsque les Agni brafè ont attaqué les positions du chef militaire (l’Efraon) à Mɔnɔbaha, son frère ainé, le roi (Abakuaba) qui croyait trouver l’occasion de sa vengeance aurait refusé de lui porter secours dans la bataille. Sans surprise, l’Efraon fût vaincu à l’issue de la bataille. Les guerriers ennemis ont tiré profit de la mauvaise stratégie militaire des Bétibé. Après la défaite de l’Efraon, les guerriers ennemis attaquèrent l’île de Balouaté où résidaient l’Abakuaba Wɔpou Nigbeni et les membres de son Conseil, les Nigbe. L’Abakuaba qui a discerné la fin de son règne, aurait plongé dans les profondeurs de la lagune ɛbɔnɔn muni de son trésor pour rejoindre ses ancêtres. Les guerres de Mɔnɔbaha et de Balouaté qui survinrent vers 1754 marquèrent la fin du royaume bétibé.
Cette guerre fût suivie du grand exode des Bétibé vers des territoires plus quiets. Voulant éviter l’extinction totale du peuple et de sa langue, des Chefs de fâ ou Chefs de guerre entreprirent de conduire des groupements humains dans plusieurs localités de la région et même au-delà.
Plusieurs migrants prirent la direction de l’Est. Une partie de ces migrants se réfugia dans la localité d’ɛɛ, une autre partie poursuivie son exode sous la houlette du Chef de fâ, Takrika. Sur place, ils fondèrent plusieurs villages dont N’zulézo et N’ziambo localisés aujourd’hui en territoire ghanéen.
Cependant, tous ne prirent pas la direction Est. Ainsi, sous la conduite d’autres Chefs de fâ, une vague de Bétibé se dirigea vers l’Ouest. Le Chef Ehi kadjè et son frère cadet Yayo passèrent par N’gandan-n’gandan pour s’établir dans la localité de l’actuel Grand-Bassam.
Le Chef de fâ, Effrɛ Ollo, est parti de la cité de Mɔnɔbaha avec les siens, bien avant l’attaque des Agni brafè.
En effet, anticipant sur les velléités de déstabilisation du royaume et animé par la volonté de sauvegarder la langue ancestrale, le béti nné, Effrɛ Ollo eu l’ingénieuse idée de mettre une partie du peuple à l’abri, notamment les familles qui relevaient de sa responsabilité directe. A la tête d’une forte colonie d’environ 900 personnes, il passa par le village de Samo pour joindre N’gbêtébo. Ayant vécu de longues années avec eux, ce groupe s’est incorporé au peuple Abouré de Bonoua dont certains matriclans (les Assôkôpouè…) sont d’origine bétibé.
De Bonoua, Le Chef Effrɛ Ollo migra de nouveau avec son peuple dans la localité de Nnantchuɛ, dans la région actuelle de Moossou. Pendant ce temps, les Abouré de l’actuel Moossou dirigés par Veloumi Anga vivaient à Gbamélé dans la localité d’Azuretti. Les Abouré formulèrent la demande auprès d’Effrɛ Ollo de vivre avec les Bétibé à Nnantchuɛfɔ. Le Chef bétibé qui ne décelait aucun inconvénient, accepta la cohabitation avec le peuple frère. Abouré et Bétibé vécurent en bonne intelligence à Nnantchuɛfɔ (actuel Moossou) jusqu’au jour où survint la discorde née de l’adultère commis par le neveu du Chef abouré avec l’une des trois épouses d’Effrɛ Ollo. Pour laver l’affront, le Chef bétini prit la décision de partir de Nnantchuɛfɔ avec sa suite car il avait fait le vœu de ne plus engager son peuple dans une guerre dévastatrice. Ce nouvel exode les mena sur l’île de Bétigbɔ. Mais ce nouveau site était à la fois étroit et inhospitalier à cause des nombreux marécages. Les Bétibé migrèrent de nouveau pour s’établir sur l’île proche d’Okobledji du côté de l’actuel Eloka. C’est sur cette île qu’ils furent attaqués par les Ebrié Akouè de la région de Bingerville. Cette attaque lâche fût menée au moment où les hommes valides étaient à la pêche.
À la suite de ces évènements malheureux, Effrɛ Ollo fit déplacer le peuple sur l’île proche de Bétimɔnɔ située au large des côtes de Grand-Bassam.
Les Ebrié akouè menèrent une deuxième attaque contre les Bétibé sur le nouveau site de Bétimɔnɔ. Mais cette fois ci, ils furent mis en déroute par Effrɛ Ollo et ses guerriers qui leur infligèrent une lourde défaite. Près de 500 guerriers akouè venus dans 17 pirogues furent masacrés y Compris le Chef de guerre.
Après la guerre, les deux peuples conclurent un pacte de non-agression à la baie d’Attopou (en ébrié, la guerre est finie) pour sceller la paix définitive. L’île de bétimɔnɔ étant sujette à de fréquentes inondations, les Colons exhortèrent les Bétibé à migrer sur le continent du Côté de Grand-Bassam. Le peuple bétibé se déplaça en deux étapes pour se retrouver sur les sites actuels de Vitré1 et Vitré 2.
Les nombreuses migrations dans l’histoire du peuple bétibé ne sont pas seulement le fait de la guerre survenue 1754. Avant cette date, plusieurs mouvements de familles vers des contrées proches ou lointaines ont été notifiés par les sources orales.
En effet, le territoire des Bétibé fût à partir du XVIIe siècle, une terre de transit pour de nombreux peuples (Ebrié, Avikam, Aïzi...) qui venaient du Ghana actuel en partance vers l’Ouest. Ces populations qui ont séjourné sur le territoire bétibé ont continué souvent leur exode avec des familles bétibé qui ont accepté délibérément d’effectuer le voyage avec elles. Ainsi certains Bétibé sont partis loin de leur territoire d’origine pour se mélanger à d’autres peuples notamment les peuples installés sur le cordon littoral entre Assinie et San pédro.
La tradition opine que tous les peuples parsemés tout au long du cordon littoral depuis la rivière Tanoé jusqu’à Sans-Pédro sont issus du rameau bétibé. Ce sont des chefferies ou clans réfractaires, rebelles qui se sont segmentés, pour incompatibilité d’humeur, pour des frustrations ou pour des raisons politiques diverses. A la recherche de plus de quiétude, revendiquant un peu plus de souveraineté, certains sous-groupes bétibé se sont éloignés du noyau central pour ne plus jamais revenir. Plusieurs écrits attestent que l’un des trois parlers Aïzi est d’origine bétibé. En effet l’on note une similitude entre la nomenclature de certains villages aïzi et celle de quelques sites en pays bétibé.
C’est le cas d’Asɔkɔ et Téfredji par exemple. Plus loin encore, en pays kru dans le Sud-Ouest de la Côte d’Ivoire, nous pouvons citer l’exemple de Monogaga qui aux dires des détenteurs de la tradition serait une déformation de Mɔnɔbaha, la cité Etat des Bétibé.
Les Bétibé installés autour de la lagune Aby de nos jours sont ceux qui prenant la direction de l’Est ont trouvé refuge à ɛfiɛ après l’invasion des Aha. Dans cette localité, les Bétibé ne trouvèrent guère le repos à cause des fréquentes querelles qui les opposaient aux N’zima de cette localité. Dans cette ambiance délétère, le Chef de fâ Elloua N’Djomou prit la décision de faire revenir les Bétibé sur leurs terres ancestrales passées sous le contrôle des Aha qui ont pris le nom d’Agni.
Les Bétibé ont préféré le pacte avec les Agni brafè à la domination n’zima. Joignant l’acte à la parole, ils conclurent une alliance avec Amon N’douffou kpangni, le Roi brafè de l’époque.
Dans le souci de mieux les contrôler, le Royaume sanwi exigea que les Bétibé abandonnent leurs îles forteresses pour s’établir sur le site d’Ehi-ando (la bouche de la rivière) ou Bianou à quelques distances de l’embouchure du fleuve Bia. Une fois sur ce site, ils furent incorporés à l’aile gauche de l’armée sanwi où ils reçurent la ferme instruction de défendre le royaume en cas d’attaque extérieure. Pour contenir toute velléité de vengeance, le Roi Amon N’douffou entreprit de donner les filles des Nobles bétibé en mariage aux Nobles agni et vice versa. Les Bétibé furent également empêchés de parler leur langue, le béti-nné sous peine de mort.
Face à cette coercition, les enfants bétibé finirent par oublier le béti-nné et adoptèrent l’agni comme leur langue maternelle. Au fil des générations, la langue des Bétibé est devenue désuète et inadaptée au besoin de communication. C’est cela qui explique la perte de vitalité du béti-nné dans la région d’Adiaké. Le site d’Ehi-ando ou Bianou était dans une position stratégique car depuis cette localité, les Bétibé pouvaient surveiller leurs îles situées au large. Bianou se trouvant en bordure de lagune, ils pouvaient accéder facilement à ces îles et explorer d’autres contrées au moyen des pirogues.
Les Bétibé demeurèrent à Bianou jusqu’en 1848 où ils entreprirent de se soustraire du joug agni, aidés en cela par l’administration coloniale. Partis de cette localité, ils rejoignirent le site d’Etuéboué qui était auparavant, un campement de pêche. De cette localité, les Bétibé se dirigèrent vers d’autres hameaux autour de la lagune ɛbɔnɔn (Aby) à la recherche de nouvelles zones de pêche. Ils créèrent dans un premier temps, des campements de pêche pour boucaner les produits halieutiques. Progressivement, ces campements se transformèrent en villages avec le développement des activités liées à la pêche.
Ainsi furent créés les principaux villages ci-après: Akounougbé, Abiaty, Aby, Assomlan, Eplémlan, Etuéssika, Mélékoukro, M’braty et N’Galiwa à la suite du village d’Etuéboué considéré aujourd’hui comme Chef-lieu du Royaume bétibé.

#### Origine selon l’archéologie
Les recherches sur le peuplement ancien en pays bétibé effectuées par Jean Polet (1988) indiquent que déjà vers 6000 ans avant Jésus Christ, des hommes fabriquaient des poteries et faisaient usage de perles en quartz sur l’île de Nyamoan.
Des amas coquilliers servaient de résidences pour des hommes depuis 300 ans avant Jésus Christ, date à laquelle, le fer fit son apparition.
A Nyamoan, cela s’est produit au début de l’ère chrétienne. Des hauts fourneaux et des scories de fer découverts au nord de la lagune Aby témoignent de cette industrie métallurgique florissante. Mais le travail du fer n’a fondamentalement pas influencé le mode de vie des Bétibé qui avaient une tradition de pêcheurs.
Entre le début de l’ère chrétienne et le XIIe siècle, l’on n’a trouvé aucune trace de civilisation sur les îles bétibé.
À partir du XIIe siècle, les fouilles révèlent des restes d’habitats sur pilotis et des cimetières dans les zones sèches. Les différents sites d’habitat que l’on a trouvés concordent avec les cimetières qui se trouvaient sur les amas coquilliers les plus proches.
La plante dracena arborea guinéensis de la famille des plantes agavacées, connue des Bétibé sous le nom d’Ebobia a servi de repère pour retrouver les différentes nécropoles. Sur l’île de Nyamoan, il y’a une coïncidence entre l’aire de peuplement de cette plante et l’extension du cimetière.
Par ailleurs, les fouilles ont permis de découvrir des perles de cornaline des régions sahariennes en pays bétibé mais contre toute attente, elles datent d’avant la présence des Portugais sur la côte qui remonte au XVe siècle. On a trouvé dans les tombes, des pipes dont l’âge remonte au XVIe siècle. Pour cette même période, l’on détient des traces de cuivre mais hors des tombes. Les traditionnistes témoignent que ce métal était utilisé pour confectionner les bijoux qui servaient de parure aux morts.
Une autre découverte intéressante a trait aux dépôts de têtes funéraires en terre cuite, associées à des offrandes.
Si les avis sont partagés sur le groupement humain qui a séjourné dans le pays bétibé, de 6000 ans avant Jésus Christ au début de l’ère chrétienne, il n’en demeure pas moins que le second peuplement, celui du XIIe siècle est scientifiquement attribué aux Bétibé eu égard aux nombreux vestiges révélés par les fouilles archéologiques. En effet, les traces de cases sur pilotis sont attribuées aux Bétibé dont ce type de construction demeure une spécificité de leur architecture.
Par ailleurs, l’usage de la plante dracena arborea guinéensis (ébobia en bétiné) pour repérer les sépultures est une pratique ancestrale des Bétibé. La présence des perles de cornaline (propre à la région du Sahara) sur les côtes avant l’arrivée des Portugais pourrait témoigner d’une origine nordique lointaine des Bétibé.
La céramique funéraire serait également le résultat de migrations venues de l’Est précisément de la côte de l’or. Selon les données archéologiques, les Bétibé occupent la région des lagunes Aby-Ehy-Tendo depuis au moins le XIIe siècle de notre ère.
Le peuple bétibé n’est donc pas ‘‘une génération spontanée’’. Il s’est constitué en diachronie avec la fusion de communautés aux origines diverses qui ont migré à des époques différentes de l’histoire.

## Activités économiques
L'agriculture constitue la principale occupation de la majeure partie des Ehotilé. Les surfaces agricoles sont réduites à cause du complexe lagunaire qui représente 25,58 % de la superficie du Département. Les spéculations sont dominées par les cultures industrielles, surtout l'ananas et le palmier à huile. Les cultures vivrières et maraîchères sont représentées par le maïs, le manioc, la banane plantain et les aubergines.
La pêche est la principale activité des Ehotilé exercée par tous (enfants, jeunes, adultes, hommes et femmes).
Quant au commerce, c'est une activité très représentative dans la zone, avec la présence de plusieurs « maquis », d'hôtels, de boutiques, de stations service, de pharmacie, de salons de coiffure et de couture, d'une boîte de nuit et surtout d'un marché tournant. Le mercredi est jour de marché dans la ville d'Adiaké. Néanmoins, il y a tous les jours ventes de légumes et poissons ou viande.

## Parc national des Îles Ehotilé
Les îles Ehotilé ont été érigées en Parc National par le décret N074-1 79 du 25 avril 1974 sur l'initiative des Communautés locales (cas unique en Côte d'Ivoire et même en Afrique de l'Ouest).
Le Parc National des Iles Ehotilé est un ensemble de 6 îles (Assokomonobaha, Balouaté, Meha, Nyamouan, Elouamin et I'île sacrée Bosson Assoun) situées en domaine estuarien sur le littoral Est de la Côte d'lvoire. Cet archipel couvre une superficie de 550 ha sans compter les innombrables chenaux et autres bras de lagune qui le bordent. Suivant l'influence marine l'on peut subdiviser les îles Ehotilé en deux parties.

### Filmographie
- Akwaba : les Éotilé à livre ouvert, film d'Anice Clément et Jacques Merlaud, avec la participation de Claude-Hélène Perrot, L'Harmattan Vidéo, 2012, 53 min (DVD)